# Luisa Alba Cereceda
Luisa Alba Cereceda   (Santander, 1928 - Sant Adrià de Besòs, 2011) va ser una treballadora social, educadora i activista càntabra. Va ser religiosa, de la congregació xaveriana. Tot i viure a Sant Adrià de Besòs, era coneguda per la feina desenvolupada als barris de Verdun i Les Roquetes (districte de Nou Barris), on col·laborava amb la Fundació Pare Manel. Va ser cofundadora de l'Associació Dona i Presó.
Luisa Alba fou una de les homenatjades per l'Ajuntament de Barcelona en la campanya Ciutat de Dones, el març de 2023. Aquell mateix mes, el consistori barceloní va inaugurar una plaça amb el seu nom a la confluència dels carrers de Marín i de Luz Casanova.